# لوريان لورينك
لوريان لورينك (مواليد 13 نوفمبر 1994) هي لاعبة هوكي حقل هولندية، فازت بالميدالية الفضية في الألعاب الأولمبية الصيفية 2016.

## وصلات خارجية
- لوريان لورينك على موقع الاتحاد الدولي للهوكي (الإنجليزية)
- لوريان لورينك على موقع اللجنة الأولمبية الدولية (الإنجليزية)
- لوريان لورينك على موقع أوليمبيديا (الإنجليزية)
- لوريان لورينك على موقع تيم أن.أل (الهولندية)